# M/S Nordstjernen

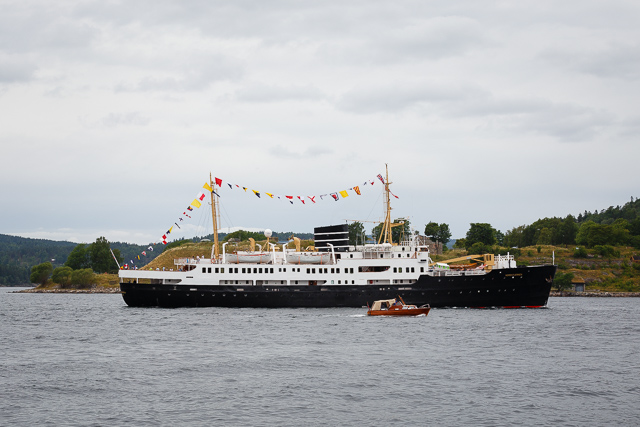
M/S Nordstjernen i Oslofjorden 2014

M/S Nordstjernen är ett norskt passagerarfartyg. Hon byggdes 1956 och levererades från Blohm & Voss AG i Hamburg i Tyskland till Det Bergenske Dampskibsselskab i Bergen. Hon seglade 1956–1994 i Hurtigrutens trafik mellan Bergen och Kirkenes. M/S Nordstjernen ägdes 1979–2006 av Troms Fylkes Dampskibsselskap, 2006–2012 av Hurtigruten ASA och ägs sedan 2012 av Indre Nordhordland Dampbåtlag.
Hon kulturmärktes 2007 och renoverades 2013 till originalutseende i Gdańsk i Polen. Under sommarhalvåret går fartyget i kryssningstrafik vid Svalbard.